# Saipan
Saipan ist nach Guam die zweitgrößte Insel der sich über 650 Kilometer erstreckenden Inselkette der Marianen im Pazifischen Ozean. Die Insel ist seit der Besetzung 1944 durch die USA während des Zweiten Weltkrieges US-Außengebiet. Saipan war zuvor Kolonie von Spanien, Deutschland und Japan.

## Geographie
Die Insel ist annähernd 22 km lang und 9 km breit. Saipan liegt circa 200 km nördlich von Guam. Höchster Berg ist der Vulkan Mount Tagpochau mit einer Höhe von 465 m über dem Meer. Garapan ist der größte Ort der Insel.
Etwa 8 km südwestlich von Saipan liegt, getrennt durch den Saipan Channel, die Insel Tinian.
Geopolitisch gehört Saipan zum US-amerikanischen Außengebiet der südlichen Inselgruppe (vier Inseln) der Nördlichen Marianen – mit insgesamt 15 Inseln. Neben den Nördlichen Marianen besitzen die USA die Überseegebiete Guam, Amerikanisch-Samoa, Puerto Rico, die Amerikanischen Jungferninseln und eine Handvoll kleinerer vorgelagerter Inseln und unterhalten weltweit etwa 800 Militärstützpunkte.

## Geschichte
Vor mehr als 3000 Jahren soll die Insel Saipan erstmals besiedelt worden sein. Die Ureinwohner hießen Chamorro. Mit der Landung von Ferdinand Magellan wurde Saipan 1521 eine Kolonie Spaniens. Von 1899 bis 1914 stand die Insel als Teil der Kolonie Deutsch-Neuguinea unter deutscher Verwaltung und war zeitweilig Sitz eines eigenen Bezirksamtmanns für die Marianen-Inseln. Wirtschaftlich spielte unter deutscher Hoheit vor allem die Kokospalmenkultur eine Rolle.
1914 während des Ersten Weltkriegs besetzten japanische Truppen die Insel. Später befestigten die Japaner die Insel stark und stationierten Soldaten auf Saipan. Im Jahr 1941 befanden sich etwa 30.000 Soldaten auf Saipan.
Bekanntheit erlangte die Insel hauptsächlich durch die Schlacht um Saipan während des Zweiten Weltkriegs. Sie begann am 15. Juni 1944 mit der Landung von US-Marines an der südwestlichen Küste von Saipan und endete nach drei Wochen mit der Eroberung der Insel durch die US-Amerikaner. Es wurden in aller Eile die vorhandenen japanischen Flugplätze erweitert und neue erbaut. Insgesamt besaß Saipan vier Flugplätze. Von dem Isley Field genannten Flugplatz begannen in großem Stil die strategischen Bombenangriffe auf Japan. Eine dieser 2650 m langen Startbahnen ist heute der Saipan International Airport. Die Flugplätze Kagman AFB und Kobler AFB sind heute überbaut und der Stützpunkt Marpi Field im Norden der Insel ist überwachsen. Von Saipan aus eroberten US-Truppen auch die etwa 8 km südlich liegende Nachbarinsel Tinian. Von dort starteten die B-29-Bomber Enola Gay und Bockscar für die Atombombenabwürfe auf Hiroshima und Nagasaki. Noch 1952 wurden japanische Soldaten auf Saipan entdeckt, die die Nachricht vom Ende des Zweiten Weltkrieges nie erreicht hatte.
Am 24. Oktober 2018 überquerte Taifun Yutu die Nachbarinsel Tinian und richtete dort wie auch auf Saipan enorme Verwüstungen und Schäden an. Saipans Häfen und der Flughafen öffneten einige Tage nach dem Sturm wieder.
Ende Juni 2024 fand auf Saipan eine Anhörung vor einem US-Bezirksgericht mit dem Wikileaks-Gründer Julian Assange statt, Teil einer Abmachung, nach der Assange als freier Mann in seine Heimat Australien zurückkehrte. Durch sein Schuldbekenntnis auf US-Territorium entging er nach mehrjähriger Haft in Großbritannien einer Auslieferung an die USA.

## Bevölkerung

### Religion
Die Mehrheit der Chamorro, Karoliner und Philippiner ist römisch-katholisch. Einige Kirchen sind in mehreren Sprachen, wie Englisch, Chamorro, Tagalog, Koreanisch und Chinesisch, tätig. Zum Beispiel halten mehr als 200 Zeugen Jehovas ihre Zusammenkünfte (Gottesdienste) auf Englisch, Amerikanischer Gebärdensprache, Koreanisch und Hochchinesisch ab. Außerdem befindet sich ein buddhistischer Tempel auf der Insel. Der aus Bangladesch stammende Teil der Bevölkerung ist überwiegend muslimischen Glaubens.

## Wirtschaft
Während der Kolonialherrschaft Japans wurden die Zucker- und Fischindustrie erheblich gefördert. Heute stellen der Tourismus und die Textilindustrie die wirtschaftlichen Standbeine Saipans dar. Die Insel ist ein sogenanntes Steuerparadies. Als Außengebiet der Vereinigten Staaten ist Saipan von einigen US-Gesetzen befreit, vor allem im Sozial- und Einwanderungsrecht. Als Folge davon betrug der Durchschnittslohn in der Textilindustrie etwa die Hälfte des US-Minimallohns.
Dies betraf ungefähr 30.000 in der Textilindustrie beschäftigte Arbeiter. Im Januar 1999 verfassten US-amerikanische Gewerkschaften und Verbände eine Sammelklage im Namen der Textilarbeiter, da diese quasi wie Sklaven behandelt wurden. Im April 2003 wurde mit 27 Textilfirmen und -händlern, darunter GAP, Tommy Hilfiger, Abercrombie & Fitch und Ralph Lauren, ein Vergleich über 20 Millionen US-Dollar ausgehandelt. Nur die Firma Levi Strauss & Co. weigerte sich, den Vergleich anzuerkennen. Im Januar 2004 wurde das Verfahren gegen die Firma eingestellt.

## Trivia
Als Folge eines Sturms sank an der Südwestspitze Saipans am 20. September 1638 die spanische Galeone Nuestra Señora de la Concepción, die sich auf der Fahrt von Manila nach Acapulco befand. 1987 wurden aus dem Wrack zahlreiche Schmuckstücke und andere Gegenstände geborgen.
In Saipan befindet sich der Oleai Sports Complex mit Trainings- und Wettkampfmöglichkeiten für Fußball, Leichtathletik, Baseball, Volleyball und Basketball.

## Persönlichkeiten
- Pedro Tenorio (1934–2018), US-amerikanischer Politiker; Gouverneur der Nördlichen Marianen
- Kantoku Teruya (1945–2022), japanischer Politiker
- Ramona Villagomez Manglona (* 1967), Bundesrichterin des District Court for the Northern Mariana Islands
- Colin Sinclair (* 1994), US-amerikanischer Tennisspieler von den Nördlichen Marianen

## Bildergalerie

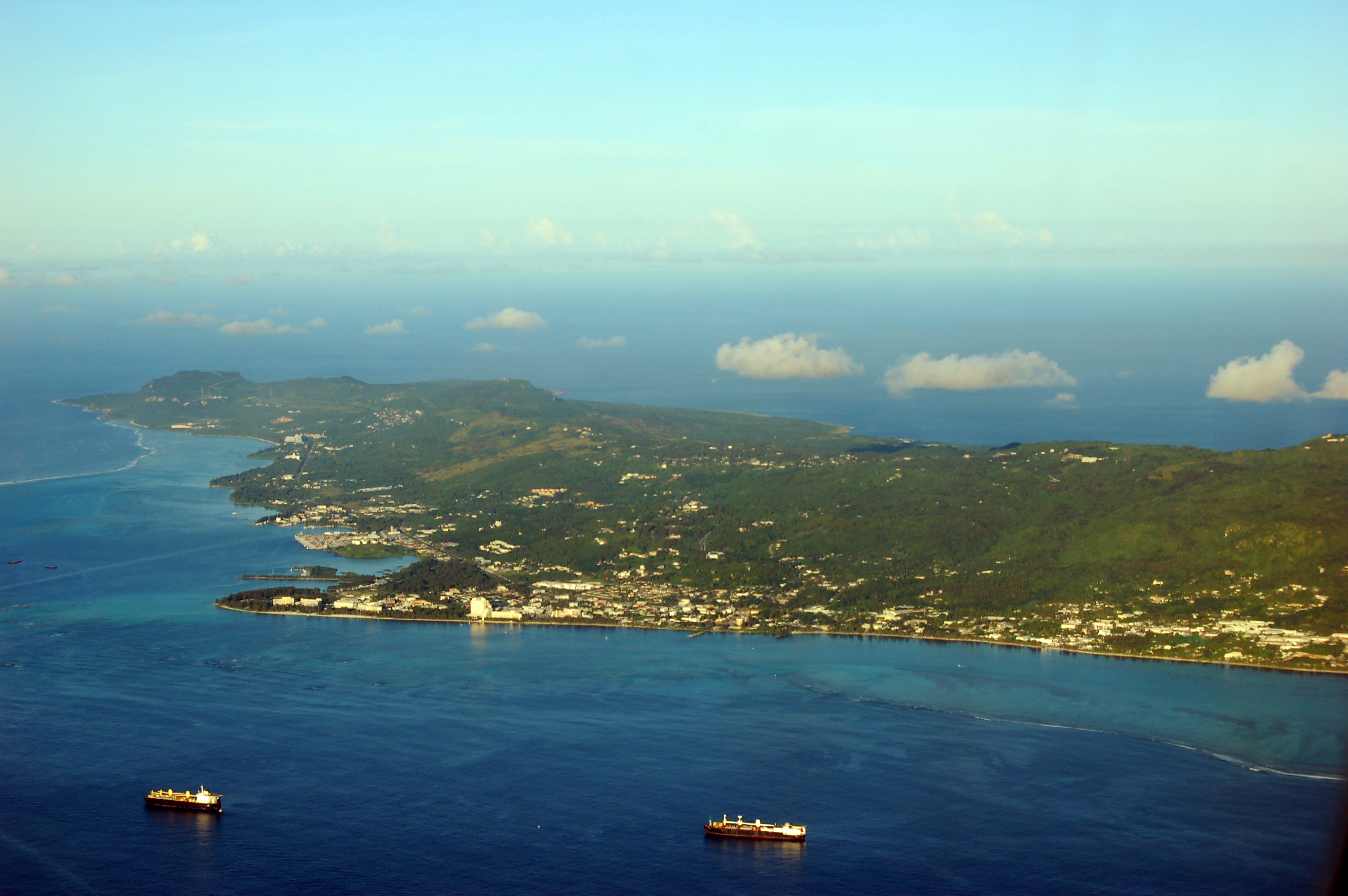
Luftbild von Saipan
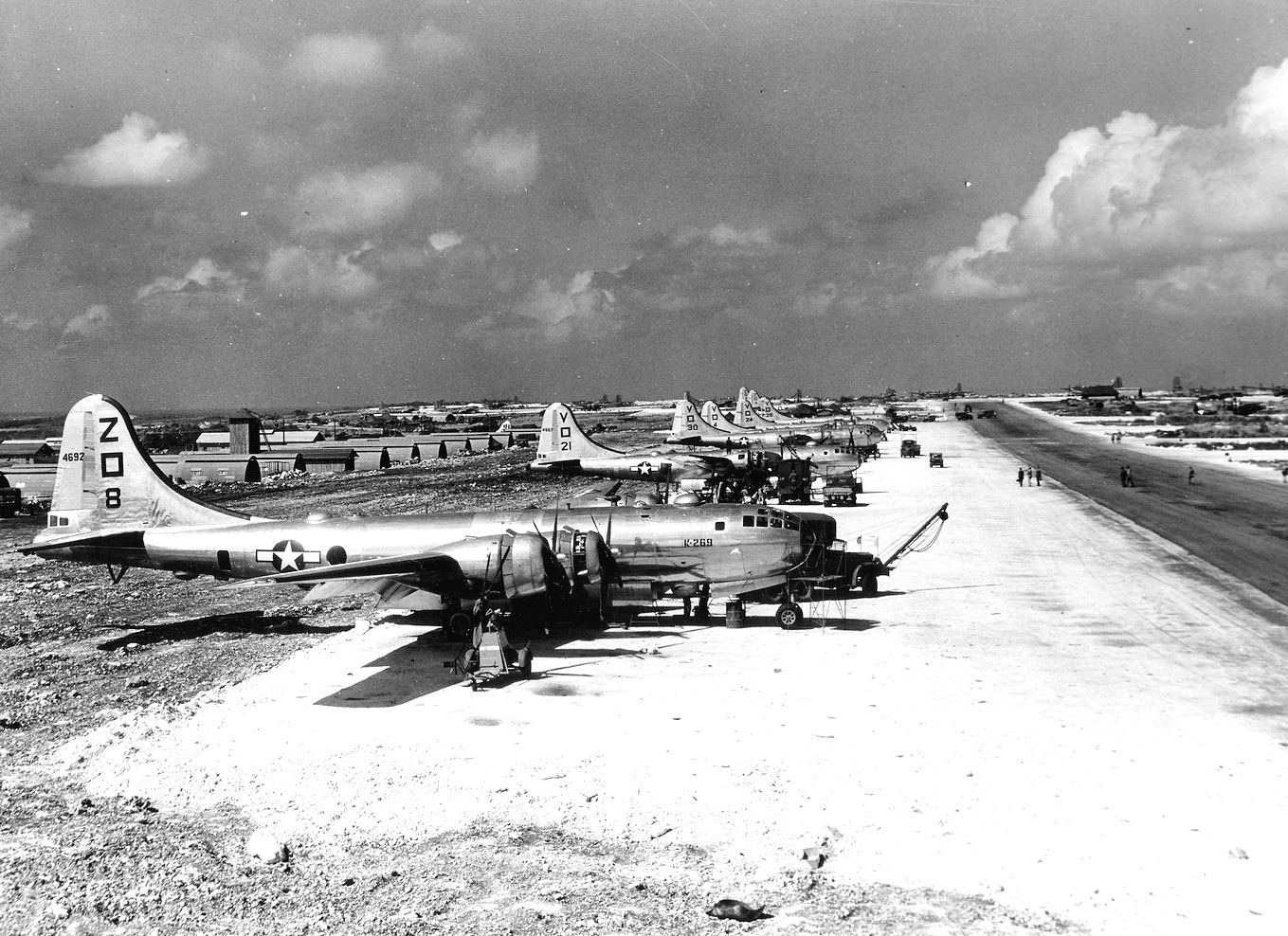
Isley Field (1945)
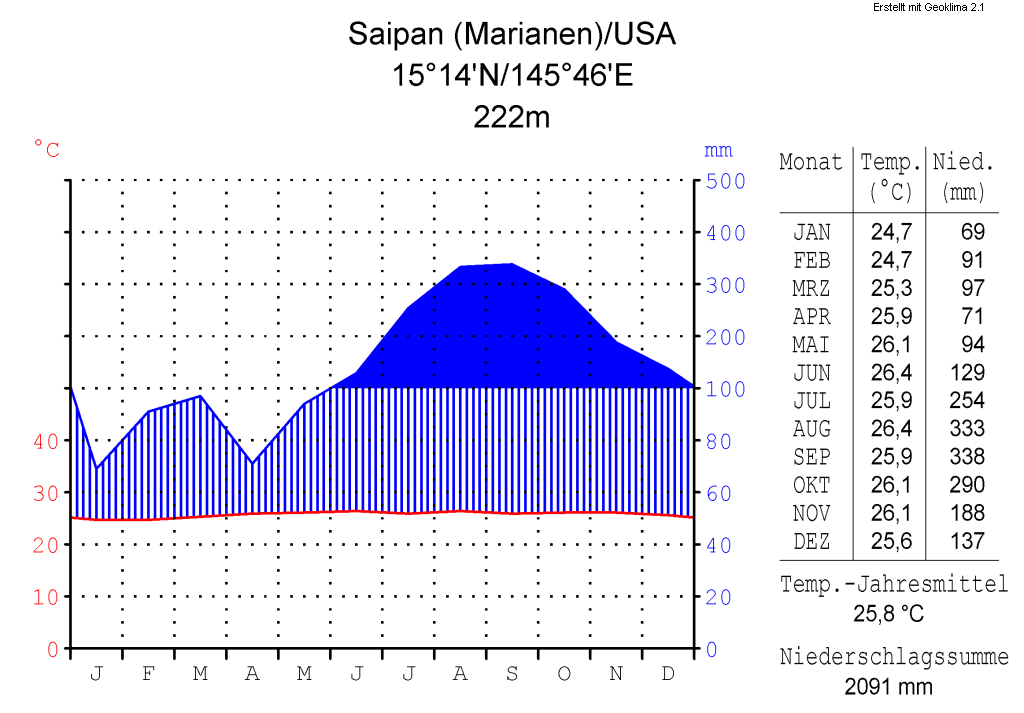
Klimadiagramm von Saipan